# کرمپرهایده
کرمپرهایده (به آلمانی: Kremperheide) یک شهر در آلمان است که در اشتاینبورگ واقع شده‌است. کرمپرهایده ۲٬۵۶۴ نفر جمعیت دارد.